# Cal Tjader
Cal Tjader, właśc. Callen Radcliffe Tjader Jr (ur. 16 lipca 1925 w Saint Louis, zm. 5 maja 1982 w Manili) – amerykański muzyk, kompozytor oraz multiinstrumentalista tworzący w nurcie latin jazz.

## Dyskografia

### Albumy
- Vibrations (Savoy, 1951)
- Cal Tjader: Vibist (Savoy, 1953)
- Cal Tjader, Vol. 1 (Savoy, 1953)
- The Cal Tjader Trio (Fantasy, 1953)
- Tjader Plays Mambo (Fantasy, 1954)
- Mambo with Tjader (Fantasy, 1954)
- Tjader Plays Tjazz (Fantasy, 1954)
- Plays Afro-Cuban (Fantasy, 1954)
- Ritmo Caliente! (Fantasy, 1955)
- Cal Tjader Quartet (Fantasy, 1956)
- The Cal Tjader Quartet (Fantasy, 1956)
- Latin Kick (Fantasy, 1956)
- The Cal Tjader Quintet (Fantasy, 1956)
- Jazz at the Blackhawk (Fantasy, 1957)
- Más ritmo caliente (Fantasy, 1957)
- Cal Tjader (Fantasy, 1957)
- The Cal Tjader-Stan Getz Sextet (Fantasy, 1958)
- Cal Tjader’s Latin Concert (Fantasy, 1958)
- Latin for Lovers with Strings (Fantasy, 1958)
- San Francisco Moods (Fantasy, 1958)
- Concert by the Sea, Vol. 1 (Fantasy, 1959)
- Concert by the Sea, Vol. 2 (Fantasy, 1959)
- Cal Tjader Goes Latin (Fantasy, 1959)
- Live and Direct (Fantasy, 1959)
- A Night at the Blackhawk (Fantasy, 1959)
- Concert on the Campus (Fantasy, 1960)
- Demasiado Caliente (Fantasy, 1960)
- West Side Story (Fantasy, 1961)
- In a Latin Bag (Verve, 1961)
- The Cal Tjader Quartet (Fantasy, 1961)
- Cal Tjader Plays, Mary Stallings Sings (Fantasy, 1962) oraz Mary Stallings
- Cal Tjader Plays Harold Arlen (Fantasy, 1962)
- Latino (Fantasy, 1962)
- Saturday Night/Sunday Night at the Blackhawk, San Francisco (Verve, 1962)
- Cal Tjader Plays the Contemporary Music of Mexico and Brazil (Verve, 1962)
- Cal Tjader Live and Direct (Fantasy, 1962)
- The Cal Tjader Quartet (Fantasy, 1962)
- Time for Two (Verve, 1962) oraz Anita O’Day
- Sona Libre (Verve, 1963)
- Several Shades of Jade (Verve, 1963)
- Breeze from the East (Verve, 1964)
- Warm Wave (Verve, 1964)
- Soul Sauce (Verve, 1964)
- Soul Bird: Whiffenpoof (Verve, 1965)
- Soul Burst (Verve, 1966)
- Cal Tjader and Eddie Palmieri: El sonido nuevo / The New Soul Sound (Verve, 1966)
- Latin for Dancers (Fantasy, 1966)
- Eddie Palmieri / Cal T’jader: Bamboléate (Tico, 1967)
- Along Comes Cal (Verve, 1967)
- Hip Vibrations (Verve, 1967)
- The Prophet (Verve, 1968)
- Solar Heat (Skye, 1968)
- Sounds Out Burt Bacharach (Skye, 1969)
- Plugs In (Skye, 1969)
- Live at the Funky Quarters (Fantasy, 1970)
- Agua dulce (Fantasy, 1971)
- Descarga (Fantasy, 1971)
- Primo (Fantasy, 1973)
- Tambu (Fantasy, 1973) oraz Charlie Byrd
- Puttin’ It Together (Fantasy, 1975)
- Amazonas (Fantasy, 1975)
- Grace Cathedral Concert (Fantasy, 1976)
- Guarabe (Fantasy, 1976)
- Here (Fantasy, 1977)
- Breathe Easy (Fantasy, 1977)
- Tjader (Fantasy, 1978)
- La onda va bien (Concord Picante, 1979)
- Gózame! Pero ya (Concord Picante, 1980)
- The Shining Sea (Concord Picante, 1981)
- A fuego vivo (Concord Picante, 1981)
- Heat Wave (Concord Jazz, 1982) oraz Carmen McRae
- Good Vibes (Concord Picante, 1984)
- Latin + Jazz = Cal Tjader (DCC, 1990; nagrane w 1968)
- Huracán (LaserLight Digital, 1990; nagrane w 1978)
- Last Night When We Were Young (Fantasy, 1975)
- Concerts in the Sun (Fantasy, 2002; nagrane w 1960)
- Cuban Fantasy (Fantasy, 2003; nagrane w 1977)
- Live at the Monterey Jazz Festival 1958–1980 (Concord, 2008)

### Tribute albumy
- Louie Ramirez: Tribute to Cal Tjader (Caimán, 1986)
- Clare Fischer: Tjaderama (Trend/Discovery, 1987)
- Poncho Sanchez: Soul Sauce: Memories of Cal Tjader (Concord, 1995)
- Dave Samuels: Tjader-ized: A Cal Tjader Tribute (Verve, 1998)
- Gary Burton: For Hamp, Red, Bags, and Cal (Concord Jazz, 2001)
- Paquito D’Rivera: A Tribute to Cal Tjader (Yemayá, 2003)